# Dunmore Pineapple
Il Dunmore Pineapple, anche conosciuto come The Pineapple, è un capriccio architettonico situato vicino ad Airth, nello Stirlingshire, in Scozia.

## Storia
L'edificio fu fatto costruire da John Murray, IV conte di Dunmore nel 1761 e donato a sua moglie Charlotte Stewart. Tale struttura costituiva anche la residenza estiva del nobile nonché una serra in cui egli conservava frutti e ortaggi esotici di ogni sorta fra cui gli ananas, che erano per l'epoca alimenti rari e pregiati. Secondo un'altra versione, l'ananas che svetta sull'edificio fu invece aggiunto dieci anni più tardi, quando il conte tornò dall'America dove fu governatore di New York e della Virginia. Il frutto era usato dai marinai dell'epoca come simbolo di buona fortuna e di felice ritorno a casa: di ritorno da lunghe navigazioni in terre esotiche erano soliti apporre uno di questi frutti fuori dall'uscio delle loro abitazioni. Dunmore, ritornato da una lunga permanenza oltre oceano, volle utilizzare la stessa simbologia, facendo apporre un enorme ananas sulla sommità dell'edificio. L'identità del progettista del Dunmore Pineapple è incerta, ma si presume che fosse Sir William Chambers, che progettò altre strutture altrettanto fantasiose e curate sin nei minimi dettagli.
Nel 1974, i conti di Perth acquistarono la struttura e la donarono al National Trust for Scotland che, assieme al Landmark Trust, fece restaurare l'insolito edificio, che aveva sofferto una condizione di notevole degrado. Oggi il Dunmore Pineapple è una residenza che viene concessa in affitto nonché una popolare attrazione turistica.

## Descrizione
Il Dunmore Pineapple è un eclettico edificio neoclassico che si trova a Dunmore Park, vicino ad Airth e a circa quaranta chilometri a ovest da Edimburgo, in un'area circondata da un giardino recintato, un frutteto, un bosco e uno stagno. L'edificio è composto da una facciata rettangolare preceduta al centro da un piccolo prospetto di gusto palladiano dotato di un portico e decorata da quattro grandi vasi di pietra che celano dei camini. L'edificio è sovrastato da un ananas in pietra (un simbolo di potere e agiatezza economica) alto 14 metri e la cui base ottagonale (ma circolare all'interno) presenta otto finestre decorate da archi a ogiva e pilastri sovrastati da foglie di pietra. Queste ultime includono un sistema di drenaggio che impedisce a ciascuna di esse di subire danni per il congelamento.
Nel piano terra del Dunmore Pineapple fu installato un sistema di riscaldamento azionato da un forno e circolante all'interno delle pareti che serviva a coltivare gli ananas e altri frutti e ortaggi esotici.

## Galleria d'immagini

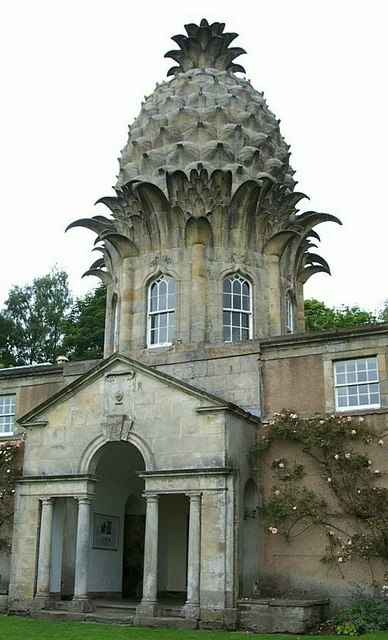
Particolare della facciata
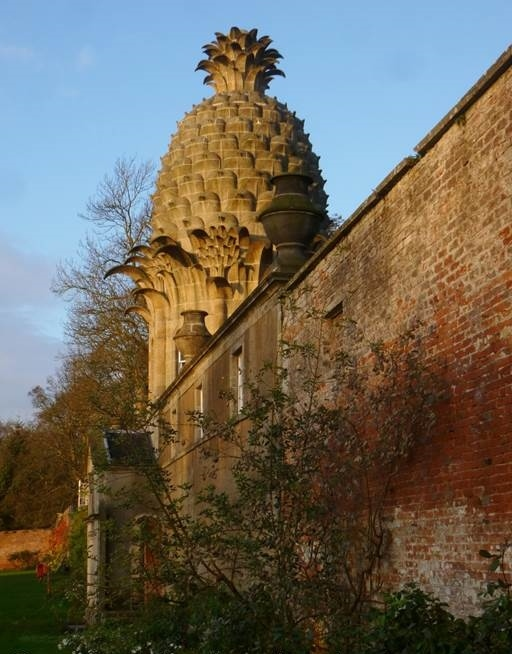
Particolare della facciata
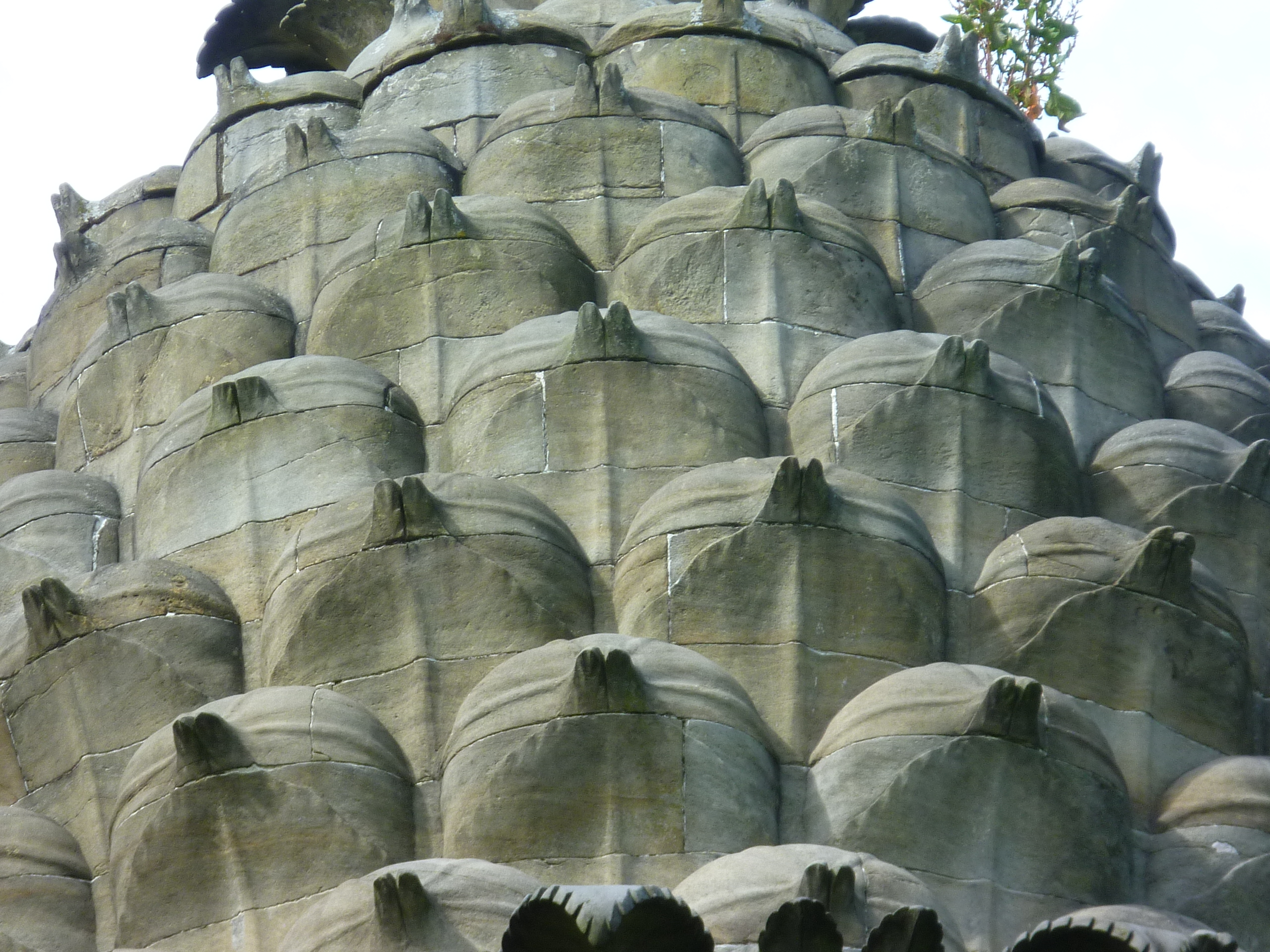
Dettaglio dell'ananas
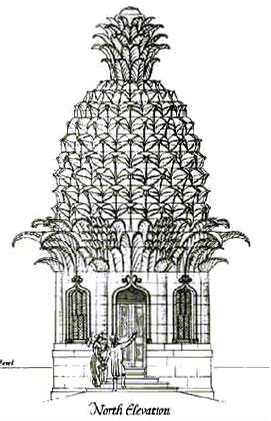
Schizzo della cupola